# Lillehammer GP
Der Lillehammer GP ist ein Straßenradrennen für Männer in Norwegen.
Das Eintagesrennen fand erstmals im Jahr 2018 statt und wird im Rahmen des Uno-X Development Weekend ausgetragen, zu dem auch das Hafjell TT und Gylne Gutuer gehören. Die Strecke führt auf einem Rundkurs um Lillehammer, der mehrfach zu absolvieren ist. Das Rennen ist Teil der UCI Europe Tour und in die UCI-Kategorie 1.2 eingestuft.

## Sieger
| Jahr | Sieger                       | Zweiter          | Dritter                |          |
| ---- | ---------------------------- | ---------------- | ---------------------- | -------- |
| 2018 | Alexander Kamp               | Andreas Stokbro  | Cees Bol               |          |
| 2019 | Niklas Larsen                | Kristian Aasvold | Julian Mertens         |          |
| 2020 | Andreas Leknessund           | Torstein Træen   | Andreas Staune-Mittet  |          |
| 2021 | Idar Andersen                | Gianni Marchand  | Lucas Eriksson         |          |
| 2022 | Magnus Bak Klaris            | Josh Kench       | Torstein Træen         |          |
| 2023 | Christian Ingemann Lindquist | Johannes Kulset  | Eivind Broholt Fougner |          |
| 2024 | abgesagt                     | abgesagt         | abgesagt               | abgesagt |